# Snow (Musiker)

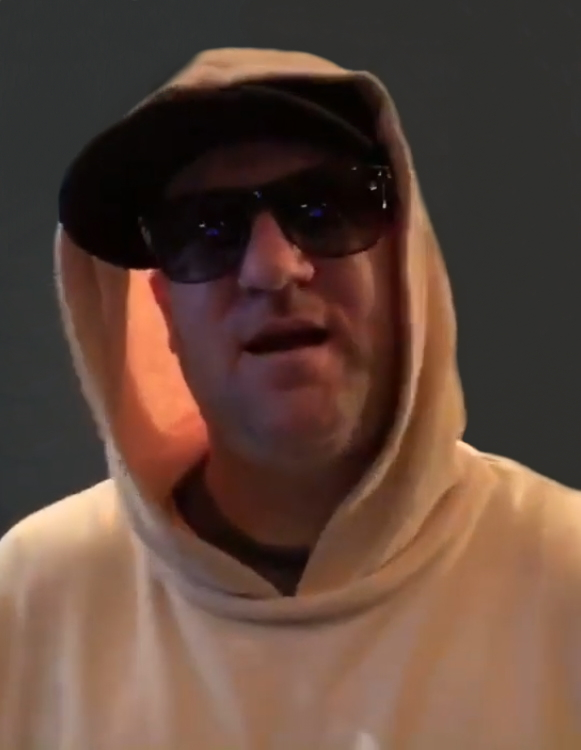
Snow (2019)

Snow (* 30. Oktober 1969 in Toronto, Ontario als Darrin Kenneth O’Brien) ist ein kanadischer Reggae-Musiker. Mit seinem erfolgreichsten Song Informer erreichte er im Frühjahr 1993 unter anderem in den USA und in Deutschland den ersten Platz in den Charts. Informer ist mit acht Millionen verkauften Stück eine der erfolgreichsten Ragga-Singles der Musikgeschichte.

## Leben und Karriere
O’Brien wuchs in einem größtenteils irisch-kanadisch geprägten Viertel Torontos auf. Die ersten Platten, die er hörte, waren von Kiss, Ozzy Osbourne, Queen und The Police aus der Sammlung seiner Mutter. In seiner Jugend zogen zunehmend jamaikanische Einwanderer in die Gegend, durch die er mit Reggae-, Dub- und Dancehall-Platten in Berührung kam. Er selbst gewöhnte sich unter seinen damaligen Freunden und unter dem Einfluss der Musik das Patois, das jamaikanische Englisch, an.
In dieser Zeit geriet er permanent in Konflikte mit der Polizei. Er wurde unter fragwürdigen Umständen eines Mordes angeklagt und freigesprochen – diese Geschichte greift er in Informer auf. Während er sich auf Bewährung befand, entdeckte ihn MC Shan in New York City und produzierte mit ihm seine erste Maxi-Single, die ein weltweiter Erfolg wurde. Die letzte Strophe in diesem Lied wurde von MC Shan selbst gerappt.
Snow wurde kurz nach der Fertigstellung seines ersten Albums 12 Inches of Snow wegen Körperverletzung verurteilt. Er erlebte die Veröffentlichung und den Erfolg von Informer im Gefängnis. Nach acht Monaten kam er wieder aus dem Gefängnis, verließ Nordamerika und reiste längere Zeit durch Europa. 
Anfang 1995 erschien sein zweites Album Murder Love, das jedoch nur noch in Japan überzeugen konnte. Auch die Alben Justuss (1997), Cooler Conditions (1999) und Mind on the Moon (2000) sollten nicht mehr an den Erfolg des ersten Albums anschließen.
Sein nächstes Album war Two Hands Clapping, das am 19. November 2002 vom Label Virgin Music Canada herausgebracht wurde. Zumindest mit der Single Legal gelang ihm in seinem Heimatland wieder nach fast zehn Jahren ein Top-20-Hit. Produzenten von Two Hands Clapping waren Laney Stewart und Brent Setterington. 
Seit Ende 2004 darf er die USA auch wieder betreten.
Im September 2014 veröffentlichte O’Brien zusammen mit Mykal Rose den Kollaborations-Track Shame und wohnt seitdem auf Jamaika. 2019 wurde Con Calma, eine Neuinterpretation seines Hits Informer, die er gemeinsam mit Daddy Yankee aufnahm, zu einem weltweiten Erfolg.

## Diskografie

### Alben
| Jahr | Titel             | Höchstplatzierung, Gesamtwochen, AuszeichnungChartplatzierungen (Jahr, Titel, Platzierungen, Wochen, Auszeichnungen, Anmerkungen) | Höchstplatzierung, Gesamtwochen, AuszeichnungChartplatzierungen (Jahr, Titel, Platzierungen, Wochen, Auszeichnungen, Anmerkungen) | Höchstplatzierung, Gesamtwochen, AuszeichnungChartplatzierungen (Jahr, Titel, Platzierungen, Wochen, Auszeichnungen, Anmerkungen) | Höchstplatzierung, Gesamtwochen, AuszeichnungChartplatzierungen (Jahr, Titel, Platzierungen, Wochen, Auszeichnungen, Anmerkungen) | Höchstplatzierung, Gesamtwochen, AuszeichnungChartplatzierungen (Jahr, Titel, Platzierungen, Wochen, Auszeichnungen, Anmerkungen) | Höchstplatzierung, Gesamtwochen, AuszeichnungChartplatzierungen (Jahr, Titel, Platzierungen, Wochen, Auszeichnungen, Anmerkungen) | Anmerkungen                           |
| Jahr | Titel             | DE | AT | CH | UK | US | CA | Anmerkungen                           |
| ---- | ----------------- | --- | --- | --- | --- | --- | --- | ------------------------------------- |
| 1993 | 12 Inches of Snow | DE5 (21 Wo.)DE | AT7 (14 Wo.)AT | CH10 (13 Wo.)CH | UK41 (4 Wo.)UK | US5 Platin · (38 Wo.)US | CA3 ×3Dreifachplatin · (… Wo.)CA                                                                                                  | Erstveröffentlichung: 19. Januar 1993 |
| 2000 | Mind on the Moon  | — | — | — | — | — | CA61 (… Wo.)CA | Erstveröffentlichung: Oktober 2000    |

Weitere Alben
- 1993: Remixes
- 1995: Murder Love
- 1997: Justuss
- 1999: Cooler Conditions
- 2002: Two Hands Clapping

### Singles
| Jahr | Titel Album                                                         | Höchstplatzierung, Gesamtwochen, AuszeichnungChartplatzierungen (Jahr, Titel, Album, Platzierungen, Wochen, Auszeichnungen, Anmerkungen) | Höchstplatzierung, Gesamtwochen, AuszeichnungChartplatzierungen (Jahr, Titel, Album, Platzierungen, Wochen, Auszeichnungen, Anmerkungen) | Höchstplatzierung, Gesamtwochen, AuszeichnungChartplatzierungen (Jahr, Titel, Album, Platzierungen, Wochen, Auszeichnungen, Anmerkungen) | Höchstplatzierung, Gesamtwochen, AuszeichnungChartplatzierungen (Jahr, Titel, Album, Platzierungen, Wochen, Auszeichnungen, Anmerkungen) | Höchstplatzierung, Gesamtwochen, AuszeichnungChartplatzierungen (Jahr, Titel, Album, Platzierungen, Wochen, Auszeichnungen, Anmerkungen) | Höchstplatzierung, Gesamtwochen, AuszeichnungChartplatzierungen (Jahr, Titel, Album, Platzierungen, Wochen, Auszeichnungen, Anmerkungen) | Anmerkungen                                                   |
| Jahr | Titel Album                                                         | DE | AT | CH | UK | US | CA | Anmerkungen                                                   |
| ---- | ------------------------------------------------------------------- | --- | --- | --- | --- | --- | --- | ------------------------------------------------------------- |
| 1993 | Informer 12 Inches of Snow                                          | DE1 Platin · (23 Wo.)DE | AT2 Gold · (17 Wo.)AT | CH1 (19 Wo.)CH | UK2 Silber · (15 Wo.)UK | US1 Platin · (25 Wo.)US | CA9 (… Wo.)CA | Erstveröffentlichung: 30. September 1992                      |
| 1993 | Girl I’ve Been Hurt 12 Inches of Snow                               | — | — | — | UK48 (2 Wo.)UK | US19 (17 Wo.)US | CA28 (… Wo.)CA | Erstveröffentlichung: April 1993                              |
| 1993 | Lonely Monday Morning 12 Inches of Snow                             | DE43 (6 Wo.)DE | — | — | — | — | — | Erstveröffentlichung: Juli 1993                               |
| 1993 | Uhh in You 12 Inches of Snow                                        | — | — | — | UK67 (1 Wo.)UK | — | — | Erstveröffentlichung: August 1993                             |
| 1995 | Sexy Girl Murder Love                                               | — | — | — | — | — | CA80 (… Wo.)CA |                                                               |
| 2000 | Everybody Wants to Be Like You Cooler Conditions / Mind on the Moon | — | — | — | — | — | CA2 (… Wo.)CA |                                                               |
| 2002 | Legal Two Hands Clapping                                            | — | — | — | — | — | CA13 (… Wo.)CA |                                                               |
| 2019 | Con Calma –                                                         | DE6 Platin · (34 Wo.)DE | AT7 (30 Wo.)AT | CH2 (45 Wo.)CH | UK66 Gold · (10 Wo.)UK | US22 ×4Vierfachdiamant + Platin (Latin) · (25 Wo.)US                                                                                     | CA6 ×4Vierfachplatin · (29 Wo.)CA | Erstveröffentlichung: 25. Januar 2019 Daddy Yankee feat. Snow |

Weitere Singles
- 1993: Runway
- 1994: Stallion
- 1994: Si Wi Dem Nuh Know We
- 1995: Anything for You
- 1996: Boom Boom Boogie
- 1996: Me and Joey (feat. Joey Boy)
- 1996: Steedly Woa
- 1997: If This World Were Mine
- 1999: Someday Somehow
- 2002: Dancin Alone
- 2014: Shame

## Auszeichnungen für Musikverkäufe
| Goldene Schallplatte - Japan - 1997: für das Album Justuss - 1997: für das Album The Greatest Hits of Snow - Niederlande - 1993: für die Single Informer - Spanien - 1993: für das Album 12 Inches of Snow Platin-Schallplatte - Belgien - 2019: für die Single Con Calma - Dänemark - 2023: für die Single Con Calma - Japan - 1994: für das Album 12 Inches of Snow - 1995: für das Album Murder Love - Mexiko - 2021: für die Single Con Calma - Neuseeland - 1993: für die Single Informer - Schweden - 2019: für die Single Con Calma | 2× Platin-Schallplatte - Australien - 1993: für die Single Informer - Polen - 2020: für die Single Con Calma 3× Platin-Schallplatte - Portugal - 2022: für die Single Con Calma 4× Platin-Schallplatte - Italien - 2019: für die Single Con Calma 6× Platin-Schallplatte - Spanien - 2020: für die Single Con Calma | Diamantene Schallplatte - Brasilien - 2024: für die Single Con Calma - Chile - 2019: für die Single Con Calma - Frankreich - 2019: für die Single Con Calma 11× Diamantene Schallplatte - Mexiko - 2021: für die Single Con Calma |

Anmerkung: Auszeichnungen in Ländern aus den Charttabellen bzw. Chartboxen sind in ebendiesen zu finden.
| Land/RegionAuszeichnungen für Musikverkäufe (Land/Region, Auszeichnungen, Verkäufe, Quellen) | Silber  | Gold     | Platin       | Diamant       | Verkäufe  | Quellen                   |
| -------------------------------------------------------------------------------------------- | ------- | -------- | ------------ | ------------- | --------- | ------------------------- |
| Australien (ARIA)                                                                            | —       | —        | 2× Platin2   | —             | 140.000   | aria.com.au               |
| Belgien (BRMA)                                                                               | —       | —        | Platin1      | —             | 40.000    | ultratop.be               |
| Brasilien (PMB)                                                                              | —       | —        | —            | Diamant1      | 160.000   | pro-musicabr.org.br       |
| Chile (IFPI)                                                                                 | —       | —        | —            | Diamant1      | 500.000   | Einzelnachweise           |
| Dänemark (IFPI)                                                                              | —       | —        | Platin1      | —             | 90.000    | ifpi.dk                   |
| Deutschland (BVMI)                                                                           | —       | —        | 2× Platin2   | —             | 900.000   | musikindustrie.de         |
| Frankreich (SNEP)                                                                            | —       | —        | —            | Diamant1      | 333.333   | snepmusique.com           |
| Italien (FIMI)                                                                               | —       | —        | 4× Platin4   | —             | 200.000   | fimi.it                   |
| Japan (RIAJ)                                                                                 | —       | 2× Gold2 | 2× Platin2   | —             | 600.000   | riaj.or.jp                |
| Kanada (MC)                                                                                  | —       | —        | 7× Platin7   | —             | 620.000   | musiccanada.com           |
| Mexiko (AMPROFON)                                                                            | —       | —        | Platin1      | 11× Diamant11 | 3.360.000 | amprofon.com.mx           |
| Neuseeland (RMNZ)                                                                            | —       | —        | Platin1      | —             | 15.000    | aotearoamusiccharts.co.nz |
| Niederlande (NVPI)                                                                           | —       | Gold1    | —            | —             | 50.000    | nvpi.nl                   |
| Österreich (IFPI)                                                                            | —       | Gold1    | —            | —             | 25.000    | ifpi.at                   |
| Polen (ZPAV)                                                                                 | —       | —        | 2× Platin2   | —             | 40.000    | olis.pl                   |
| Portugal (AFP)                                                                               | —       | —        | 3× Platin3   | —             | 30.000    | Einzelnachweise           |
| Schweden (IFPI)                                                                              | —       | —        | Platin1      | —             | 80.000    | sverigetopplistan.se      |
| Spanien (Promusicae)                                                                         | —       | Gold1    | 6× Platin6   | —             | 290.000   | elportaldemusica.es       |
| Vereinigte Staaten (RIAA)                                                                    | —       | —        | 3× Platin3   | 4× Diamant4   | 2.580.000 | riaa.com                  |
| Vereinigtes Königreich (BPI)                                                                 | Silber1 | Gold1    | —            | —             | 600.000   | bpi.co.uk                 |
| Insgesamt                                                                                    | Silber1 | 6× Gold6 | 36× Platin36 | 18× Diamant18 |           |                           |